# Combat de Trébiguet
Chouannerie
La combat de Trébiguet a lieu lors de la chouannerie. Le 23 novembre 1793, les insurgés attaquent la petite ville de Muzillac mais ils sont repoussés par la garnison républicaine.

## Le combat
Après s'être emparés d'Ambon, les insurgés se mettent en route sur Muzillac avec leurs prisonniers. Les Républicains, informés de ce mouvement, font sortir de cette ville 100 soldats avec un canon. La rencontre a lieu au village de Trébiguet. Les rebelles placent leurs prisonniers devant eux, en première ligne, mais ces derniers prennent aussitôt la fuite et s'échappent malgré les coups de feu. Le combat s'engage alors, les insurgés ont l'avantage du nombre, mais la grande majorité ne sont équipés que de faux ou de haches. Dans un premier temps le canon des républicains les dispersent mais ils se rallient et s'abritent derrière les talus, où les hommes équipés de fusils abattent quelques soldats, notamment Pépin, officier des gardes nationaux de Lorient. Les Républicains détachent alors quelques tirailleurs qui contournent les lignes et attaquent les insurgés sur leurs flancs. Ces derniers croyants à des renforts prennent peur et s'enfuient, laissant une vingtaine de morts sur le champ de bataille. Le combat a duré deux heures. Vainqueurs, les Républicains marchent ensuite sur Ambon qu'ils reprennent sans coup férir.
| « J'ai fait renforcer cette nuit le poste de Musillac. Il y a dans ce moment trois cents hommes et une pièce de canon. Ce détachement va faire un mouvement sur la commune de Noyale, principal foyer de la révolte, et où l'ennemi s'est retiré après sa défaite. Ma communication avec Vannes n'est pas encore rétablie, j'ignore ce qui se passe de ce côté-là. L'ennemi, battu hier complètement par mon détachement, s'est dispersé. N'ayant point d'ordres à donner dans le Morbihan, je vais me borner à garder les bords de la Vilaine, eu attendant les ordres des généraux et du représentant Carrier. » — Rapport de l'adjudant-général Avril au général Vimeux, le 24 novembre 1793 à La Roche-Bernard. |

| « Des prêtres réfractaires, des émigrés, des échappés de la Vendée, parcourent, nos. campagnes et excitent à la révolte. Vannes est menacé, deux ou trois de nos forts ont été au pouvoir des brigands; ils ont fait une tentative sur Musillac; mais ils ont été repoussés par une faible garnison. Grâce au patriotisme et aux talens du citoyen Dubois, jeune homme plein d'activité, nous leur résistons, mais il nous faut des forces. Aujourd'hui les brigands, au nombre de douze cents, se sont portés sur le château de Pinieux. » — Rapport de l'administration de Vannes au Comité de salut public, le 25 novembre 1793. |